# بهزاد (خواننده)
مهدی بهزادپور با نام هنری بهزاد (زادهٔ ۱۳۳۷ در بم)، خوانندهٔ موسیقی سنتی ایرانی است. وی با اجرای تصنیف‌های مشهوری مثل" تاب بنفشه"، "زهی عشق" و "نوبت وصل و لقاست" که زمان جنگ به‌طور مکرر از رادیو و تلویزیون پخش می‌شد، به شهرت رسید.

## زندگی
مهدی بهزادپور در سال ۱۳۳۷ در شهرستان بم متولد شد. او خواهرزاده کوروس سرهنگ‌زاده، دیگر خوانندهٔ سرشناس موسیقی اصیل و برنامهٔ گلها است.‌ وی همچنین از بستگان دور داریوش رفیعی و از نزدیکان ایرج بسطامی بود.   
بهزاد در ابتدا شاگرد استاد عبدالعلی وزیری بود و سپس تحت تعلیم استاد محمود کریمی قرار گرفت‌ و پس از آن در سال ۱۳۵۶ و در آزمون رادیو با حضور اساتیدی چون حبیب‌الله بدیعی، علی تجویدی، معینی کرمانشاهی و مهندس همایون خرم شرکت کرد و صدایش مورد تأیید قرار گرفت. وی فعالیت خود را با اجرای تصنیف‌های «اگر» و «خدایا تا کِی» از ساخته‌های همایون خرم در سال ۱۳۵۷ آغاز کرد که هر دوی این آثار در اولین کاست بهزاد توسط کمپانی کاسپین و در پائیز همین سال منتشر شدند.  
بهزاد پس از انقلاب نیز فعالیت‌های هنری خود را ادامه داد و با بزرگانی چون تورج نگهبان، احمدرضا مؤید محسنی، همایون خرم، جهانبخش پازوکی، محمد حیدری، فضل‌الله توکل و دیگران در داخل و خارج از ایران همکاری داشته‌است. آلبوم‌های «شمع و پروانه»، «درد محبت» و «تاب بنفشه» از جمله کارهای برجسته وی در سال‌های پس از انقلاب بود. وی به عنوان خواننده برتر یادواره بین‌المللی خواجوی کرمانی با آلبوم «درد محبت» برگزیده شد.
بهزاد در سال ۱۳۷۰ به سرطان حنجره مبتلا شد و برای معالجات کامل، مجبور به ترک ایران شد و به آمریکا مهاجرت کرد. او حدود ۲۰ سال، مقیم آمریکا بود و در آنجا آثاری از مهین زرین‌پنجه، محمد حیدری و جهانبخش پازوکی را اجرا کرد.

## آلبوم‌ها

### جلوه رخسار
| نام ترانه              | ترانه‌سرا    | آهنگساز    | تنظیم         |
| ---------------------- | ----------- | ---------- | ------------- |
| جلوه رخسار             | تورج نگهبان | همایون خرم | حسین فرهادپور |
| عمر زمان               | تورج نگهبان | همایون خرم | حسین فرهادپور |
| آتش دل                 | تورج نگهبان | همایون خرم | حسین فرهادپور |
| پیش درآمد قافله سالار  | تورج نگهبان | همایون خرم | حسین فرهادپور |
| قافله سالار            | تورج نگهبان | همایون خرم | حسین فرهادپور |
| پیش درآمد آواره این دل | تورج نگهبان | همایون خرم | حسین فرهادپور |
| آواره این دل           | تورج نگهبان | همایون خرم | حسین فرهادپور |
| پاک                    | تورج نگهبان | همایون خرم | حسین فرهادپور |

### درد محبت
| نام ترانه           | ترانه‌سرا      | آهنگساز            | تنظیم              |
| ------------------- | ------------- | ------------------ | ------------------ |
| تصنیف درد محبت      | خواجوی کرمانی | احمدرضا موید محسنی | احمدرضا موید محسنی |
| آواز سه گاه و مخالف | خواجوی کرمانی | احمدرضا موید محسنی | احمدرضا موید محسنی |
| تصنیف بیار ساقی     | خواجوی کرمانی | احمدرضا موید محسنی | احمدرضا موید محسنی |
| تصنیف یاد باد       | خواجوی کرمانی | احمدرضا موید محسنی | احمدرضا موید محسنی |
| آواز (نوا)          | خواجوی کرمانی | احمدرضا موید محسنی | احمدرضا موید محسنی |
| تصنیف این همه مستی  | خواجوی کرمانی | احمدرضا موید محسنی | احمدرضا موید محسنی |

### گلنار
| نام ترانه            | ترانه‌سرا    | آهنگساز     | تنظیم         |
| -------------------- | ----------- | ----------- | ------------- |
| شمع شبانه (بیات ترک) | تورج نگهبان | مجید وفادار | همایون خرم    |
| اگر (سه گاه)         | بهادر یگانه | همایون خرم  | مجتبی میرزاده |
| خدایا تا کی (سه گاه) | بهادر یگانه | همایون خرم  | مجتبی میرزاده |
| گلنار (دشتی)         | کریم فکور   | مجید وفادار | همایون خرم    |

### تاب بنفشه
| نام ترانه    | ترانه‌سرا       | آهنگساز            | تنظیم              |
| ------------ | -------------- | ------------------ | ------------------ |
| تاب بنفشه    | حافظ           | احمدرضا موید محسنی | احمدرضا موید محسنی |
| صبح سعادت    | مولانا         | احمدرضا موید محسنی | احمدرضا موید محسنی |
| زهی عشق      | مولانا         | احمدرضا موید محسنی | احمدرضا موید محسنی |
| گل در بهاران | موسوی گرمارودی | احمدرضا موید محسنی | احمدرضا موید محسنی |
| بهار آمد     | مولانا         | احمدرضا موید محسنی | احمدرضا موید محسنی |
| اسب کرنگ     | محلی           | احمدرضا موید محسنی | احمدرضا موید محسنی |
| هله عاشقان   | مولانا         | احمدرضا موید محسنی | احمدرضا موید محسنی |
| غزالان حرم   | محمود شاهرخی   | احمدرضا موید محسنی | احمدرضا موید محسنی |

### چراغی از علی دارم (۱۳۷۴)
| نام ترانه         | ترانه‌سرا     | آهنگساز      | تنظیم        |
| ----------------- | ------------ | ------------ | ------------ |
| چراغی از علی دارم | تورج نگهبان  | فخری ملک‌پور  | فخری ملک‌پور  |
| مناجات            | فضل‌الله توکل | فضل‌الله توکل | فضل‌الله توکل |

### چهار فصل عمر (۱۳۷۷)
| نام ترانه    | ترانه‌سرا     | آهنگساز      | تنظیم         |
| ------------ | ------------ | ------------ | ------------- |
| چهار فصل عمر | امیر         | محمد حیدری   | محمد حیدری    |
| گل سرخ       | فضل‌الله توکل | فضل‌الله توکل | محمد حیدری    |
| تظاهر        | فضل‌الله توکل | فضل‌الله توکل | محمد حیدری    |
| اگر          | بهادر یگانه  | همایون خرم   | مجتبی میرزاده |
| گل یاس       | هما میرافشار | محمد حیدری   | منوچهر چشم‌آذر |

### دنیا (۱۳۸۲)
| نام ترانه  | ترانه‌سرا          | آهنگساز        | تنظیم         |
| ---------- | ----------------- | -------------- | ------------- |
| دنیا       | جهانبخش پازوکی    | جهانبخش پازوکی | امیر بدخش     |
| عزیز دل    | یلدا هاشم‌پور      | مهرداد آسمانی  | امیر بدخش     |
| روزگار     | مسعود فردمنش      | محمد حیدری     | منوچهر چشم‌آذر |
| نازنینم    | هما میرافشار      | محمد حیدری     | منوچهر چشم‌آذر |
| جادوی نگاه | جهانبخش پازوکی    | جهانبخش پازوکی | امیر بدخش     |
| چشم بد     | همایون هوشیارنژاد | مهرداد آسمانی  | امیر بدخش     |

### وعده (۱۳۸۵)
| نام ترانه            | ترانه‌سرا           | آهنگساز        | تنظیم     |
| -------------------- | ------------------ | -------------- | --------- |
| وعده                 | جهانبخش پازوکی     | جهانبخش پازوکی | امیر بدخش |
| شوق پرواز            | فضل‌الله توکل       | فضل‌الله توکل   | امیر بدخش |
| زهره                 | جهانگیر تفضلی      | مجید وفادار    | امیر بدخش |
| لیلا                 | محلی               | محلی           | امیر بدخش |
| منم منم (تار و آواز) | جهانبخش پازوکی     | جهانبخش پازوکی | امیر بدخش |
| جوونی                | مژده               | امیر بدخش      | امیر بدخش |
| منم منم              | جهانبخش پازوکی     | جهانبخش پازوکی | امیر بدخش |
| فاتالو               | محلی               | محلی           | امیر بدخش |
| با تو                | تورج نگهبان        | منوچهر حسن‌خانی | امیر بدخش |
| شوق پرواز (بی‌کلام)   | شوق پرواز (بی‌کلام) | فضل‌الله توکل   | امیر بدخش |

### بیا با هم بخونیم (باشهلا سرشار) (۱۳۸۸)
| نام ترانه        | خواننده            | ترانه‌سرا        | آهنگساز         | تنظیم      |
| ---------------- | ------------------ | --------------- | --------------- | ---------- |
| بیا با هم بخونیم | شهلا سرشار و بهزاد | جهانبخش پازوکی  | جهانبخش پازوکی  | کاظم عالمی |
| مرد سالار        | شهلا سرشار         | جهانبخش پازوکی  | جهانبخش پازوکی  | کاظم عالمی |
| دختر خاله        | بهزاد              | منصور نریمان‌پور | منصور نریمان‌پور | کاظم عالمی |
| حالت چطوره       | شهلا سرشار         | جهانبخش پازوکی  | جهانبخش پازوکی  | کاظم عالمی |
| راز              | بهزاد              | نیره فروتن      | نیره فروتن      | کاظم عالمی |
| وای وای          | شهلا سرشار         | جهانبخش پازوکی  | جهانبخش پازوکی  | کاظم عالمی |
| گلبرگ            | بهزاد              | تورج نگهبان     | کاظم عالمی      | کاظم عالمی |
| مسافر            | شهلا سرشار         | سینا بیات       | سینا بیات       | کاظم عالمی |
| سرزمین من        | بهزاد              | تورج نگهبان     | مهین زرین‌پنجه   | کاظم عالمی |

### حرف مرد (۱۳۹۲)
| نام ترانه     | ترانه‌سرا         | آهنگساز                   | تنظیم               |
| ------------- | ---------------- | ------------------------- | ------------------- |
| حرف مرد       | افشین            | افشین                     | امیر بدخش           |
| دختر فراش‌باشی | اسماعیل ستارزاده | اسماعیل ستارزاده          | امیر بدخش           |
| بیا ببین      | مهین عمید        | فخری ملک‌پور               | امیر بدخش           |
| باباعلی       | امیل             | محمد حیدری                | امیر بدخش           |
| خدایا تا کی   | بهادر یگانه      | همایون خرم                | مجتبی میرزاده       |
| بخشش          | جهانبخش پازوکی   | جهانبخش پازوکی            | امیر بدخش           |
| پیام باران    | تورج نگهبان      | مهین زرین‌پنجه             | ارکستر سمفونی پاریس |
| بداهه نوازی   |                  | پرویز یاحقی و جهانگیر ملک |                     |
| اسب کرنگ      |                  | پرویز یاحقی و جهانگیر ملک |                     |